# Ernesto Díaz Espinoza
Ernesto Díaz Espinoza (Santiago, 10 de junio de 1978) es un director de cine de género chileno, también guionista y montajista de sus propias películas. Conocido por ser uno de los pioneros del cine de acción en su país, ha sido elegido dos veces mejor director chileno por la revista Wikén de El Mercurio.

## Biografía
Estudia Comunicación Audiovisual con mención en dirección de cine y televisión en el Instituto Profesional DuocUC, tomando luego un curso intensivo de guion en la Universidad Pompeu Fabra de Barcelona, España. En el año 2006 escribe, dirige y edita su primer largometraje y, primera película de artes marciales sudamericana, titulada Kiltro, la que recibe la aclamación de la crítica y el público, incluyendo la distinción de Revista Wikén como “el mejor director y guionista chileno del 2006”.
Mirageman, su segundo largometraje, tuvo aún mejor acogida de la crítica especializada y recibió varios premios de la audiencia en diversos festivales de cine fantástico alrededor del mundo. El influyente Harry Knowles dijo que Mirageman es "probablemente una de mis películas favoritas de superhéroes de todos los tiempos".
Mandrill, ha sido definido como un cruce entre James Bond y el exploitation de los años 1970. Se estrenó en el Fantastic Fest 2009 llevándose los premios al mejor actor (Marko Zaror) y a la mejor película fantástica. El 2010 gana el premio de Público en el Festiva Internacional De Cine De Viña Del Mar y el 2011 recibió el galardón de Mejor Película De Acción en el FANTASPOA de Brasil.
El 2012 escribe y dirige Tráiganme la Cabeza de la Mujer Metralleta que revive el género del exploitation adaptándolo a Latinoamérica, y dirigió uno de los segmentos de The ABCs of Death, una antología del terror dirigida por la nueva generación de cineastas de género del mundo. 
En el Festival Internacional de Cine de Valdivia 2014 estrena  Santiago Violenta, una comedia gansteril definida como “una historia de pistolas y piscolas”, llevándose el Premio del Público a la Mejor Película Chilena, y “ Redentor” un western moderno de artes marciales aclamado por la crítica en el Fantastic Fest. En Fantaspoa recibe el premio al Mejor Director Iberoamericano por estas dos últimas películas.

## Filmografía
- Kiltro (2006)
- Mirageman (2007)
- Mandrill (2009)
- The ABCs Of Death (2012) segmento C is for Cycle
- Tráiganme la cabeza de la mujer metralleta (2012)
- Santiago Violenta (2014)
- Redentor (película) (2014)
- Fuerzas especiales 2 (2015)
- El puño del cóndor (2023)

## Premios y reconocimientos
- Mejor Director y Guionista del Cine Chileno a Ernesto Díaz Espinoza por “Kiltro”. (2006)
- Premio del Público a “Kiltro” - FESTIVAL CAVERNA BENAVIDES, Lebu, Chile. (2007)
- Premio del Público a “Mirageman” - FANTASTIC FEST, AUSTIN, TEXAS, USA. (2007)
- Premio del Público a la Mejor Película Chilena a “Mirageman” - FESTIVAL DE VALDIVIA, Chile. (2007)
- Premio del Público a “Mirageman” - FESTIVAL CAVERNA BENAVIDES, Lebu, Chile. (2008)
- Mejor Director del Cine Chileno a Ernesto Díaz Espinoza por "Mirageman" - REVISTA WIKEN. (2008)
- Premio del Público a “Mirageman” - RIOFAN, Río de Janeiro, Brasil. (2008)
- Nominada al Premio PEDRO SIENA como Mejor Película “Mirageman”. (2009)
- Ganadora Mejor Película a “Mandrill” - FANTASTIC FEST, AUSTIN, TEXAS, USA. (2009)
- Premio del Público a “Mandrill” – FESTIVAL INTERNACIONALE DE CINE DE VIÑA DEL MAR, Chile. (2010)
- Mejor Película de Acción a “Mandrill” – FANTASPOA, Porto Alegre, Brasil. (2011)
- Premio del Público a la Mejor Película Chilena a “Santiago Violenta” - FESTIVAL DE VALDIVIA, Chile. (2014)
- Mejor Director Iberoamericano por “Santiago Violenta” y “Redentor” - FANTASPOA, Porto Alegre, Brasil. (2015)